# Mergey
Mergey település Franciaországban, Aube megyében. Lakosainak száma 663 fő (2022. január 1.). Mergey Aubeterre, Chapelle-Vallon, Feuges, Payns, Saint-Benoît-sur-Seine, Saint-Lyé és Villacerf községekkel határos.

## Népesség
A település népességének változása:
| Lakosok száma | 371  | 418  | 594  | 654  | 700  | 706  | 690  | 680  | 674  | 663  |
|               | 1968 | 1982 | 1990 | 2006 | 2013 | 2015 | 2017 | 2019 | 2020 | 2022 |